# Jesper Karlström
Jesper Kewe Karlström, född 21 juni 1995 i Stockholm, är en svensk fotbollsspelare som spelar för Udinese och representeras av fotbollsagenturen Full Potential Agency.

## Klubbkarriär
Karlström har sedan tio års ålder spelat i IF Brommapojkarna. Innan dess startade karriären i Hammarbys pojklag.  Han flyttades sommaren 2013 upp från U19-truppen till A-laget. I september 2013 skrev han på ett 2,5-årskontrakt med BP. Den 22 januari 2015 värvades Karlström av Djurgårdens IF, som han skrev på ett fyraårskontrakt för.
I augusti 2017 lånades Karlström ut till IF Brommapojkarna. Kort därefter blev han återkallad till Djurgården. I mars 2018 förlängde Karlström sitt kontrakt i Djurgården fram över säsongen 2019. I sista omgången 2019 gjorde han reduceringsmålet borta mot Norrköping i en match som slutade 2-2 och betydde att Djurgården vann sitt 12:e SM-guld. I januari 2020 förlängde han sitt kontrakt med tre år och tilldelades lagkaptensbindeln.
Den 2 december 2020 såldes Karlström till polska Lech Poznań, där han skrev på ett kontrakt fram till sommaren 2024. 11 januari 2023 förlängde han kontraktet till sommaren 2026.
Den 2 augusti 2024 köptes han av Serie A-klubben Udinese. Han skrev på ett 2-årskontrakt.

## Landslagskarriär
Under 2012 spelade Karlström nio landskamper samt gjorde tre mål för Sveriges U17-landslag. Året därefter spelade han åtta landskamper för Sveriges U19-landslag. Han debuterade för U21-landslaget den 18 november 2014 mot Österrike.
Den 11 januari 2018 debuterade Karlström i Sveriges A-landslag i en 1–0-vinst över Danmark. Karlström kom in som avbytare mot Tjeckien i Kvalspelet till världsmästerskapet i fotboll 2022, där han var inblandad i segermålet. Mot Polen fick han chansen från start. Karlström gjorde omkull Krychowiak tidigt i den andra halvleken och domaren dömde straff. En straff som Robert Lewandowski förvaltade till 1-0. Polen vann med 2-0 och tog därmed VM-platsen i Qatar.

## Meriter
Med Djurgårdens IF: Cupguld 2018, SM-guld 2019
Med Lech Poznań: Ekstraklasa 2021-22

## Diabetes
Jesper Karlström har Typ 1-diabetes.

## Statistik

### Klubblag
| Klubb                              | Säsong         | Liga           | Liga    | Liga | Liga   | Nationell cup | Nationell cup | Nationell cup | Internationell cup | Internationell cup | Internationell cup | Totalt  | Totalt | Totalt |
| Klubb                              | Säsong         | Division       | Matcher | Mål  | Assist | Matcher       | Mål           | Assist        | Matcher            | Mål                | Assist             | Matcher | Mål    | Assist |
| ---------------------------------- | -------------- | -------------- | ------- | ---- | ------ | ------------- | ------------- | ------------- | ------------------ | ------------------ | ------------------ | ------- | ------ | ------ |
| IF Brommapojkarna                  | 2013           | Allsvenskan    | 14      | 0    | 2      | 1             | 0             | 0             | —                  | —                  | —                  | 15      | 0      | 2      |
| IF Brommapojkarna                  | 2014           | Allsvenskan    | 27      | 3    | 2      | 5             | 1             | 0             | 6                  | 0                  | 0                  | 38      | 4      | 2      |
| IF Brommapojkarna                  | 2017 (lån)     | Allsvenskan    | 2       | 1    | 0      | —             | —             | —             | —                  | —                  | —                  | 2       | 1      | 0      |
| IF Brommapojkarna                  | Totalt         | Totalt         | 43      | 4    | 4      | 6             | 1             | 0             | 6                  | 0                  | 0                  | 55      | 5      | 4      |
| Djurgårdens IF                     | 2015           | Allsvenskan    | 26      | 1    | 2      | 3             | 2             | 1             | —                  | —                  | —                  | 29      | 3      | 3      |
| Djurgårdens IF                     | 2016           | Allsvenskan    | 16      | 1    | 0      | 4             | 1             | 0             | —                  | —                  | —                  | 20      | 2      | 0      |
| Djurgårdens IF                     | 2017           | Allsvenskan    | 24      | 3    | 1      | 3             | 0             | 0             | —                  | —                  | —                  | 27      | 3      | 1      |
| Djurgårdens IF                     | 2018           | Allsvenskan    | 25      | 0    | 2      | 7             | 1             | 1             | 2                  | 0                  | 0                  | 34      | 1      | 3      |
| Djurgårdens IF                     | 2019           | Allsvenskan    | 28      | 2    | 2      | 6             | 2             | 0             | —                  | —                  | —                  | 34      | 4      | 2      |
| Djurgårdens IF                     | 2020           | Allsvenskan    | 28      | 1    | 1      | 3             | 1             | 1             | 3                  | 0                  | 0                  | 34      | 2      | 2      |
| Djurgårdens IF                     | Totalt         | Totalt         | 147     | 8    | 8      | 26            | 7             | 3             | 5                  | 0                  | 0                  | 178     | 15     | 11     |
| Lech Poznań                        | 2020/21        | Ekstraklasa    | 16      | 0    | 1      | 2             | 0             | 0             | —                  | —                  | —                  | 18      | 0      | 1      |
| Lech Poznań                        | 2021/22        | Ekstraklasa    | 32      | 1    | 1      | 4             | 0             | 0             | —                  | —                  | —                  | 36      | 1      | 1      |
| Lech Poznań                        | 2022/23        | Ekstraklasa    | 31      | 1    | 1      | 1             | 0             | 0             | 9                  | 0                  | 0                  | 41      | 1      | 1      |
| Lech Poznań                        | 2023/24        | Ekstraklasa    | 30      | 2    | 4      | 2             | 0             | 0             | 15                 | 0                  | 2                  | 47      | 2      | 6      |
| Lech Poznań                        | 2024/25        | Ekstraklasa    | 2       | 0    | 0      | —             | —             | —             | —                  | —                  | —                  | 2       | 0      | 0      |
| Lech Poznań                        | Totalt         | Totalt         | 111     | 4    | 7      | 9             | 0             | 0             | 24                 | 0                  | 2                  | 144     | 4      | 9      |
| Udinese                            | 2024/25        | Serie A        | 0       | 0    | 0      | 1             | 0             | 0             | —                  | —                  | —                  | 1       | 0      | 0      |
| Udinese                            | Totalt         | Totalt         | 0       | 0    | 0      | 1             | 0             | 0             | —                  | —                  | —                  | 1       | 0      | 0      |
| Hela karriären                     | Hela karriären | Hela karriären | 301     | 16   | 19     | 42            | 8             | 3             | 35                 | 0                  | 2                  | 378     | 24     | 24     |
| Senast uppdaterad 13 augusti 2024. |                |                |         |      |        |               |               |               |                    |                    |                    |         |        |        |

### Landslag
| Landslag                           | År             | Totalt  | Totalt | Totalt |
| Landslag                           | År             | Matcher | Mål    | Assist |
| ---------------------------------- | -------------- | ------- | ------ | ------ |
| Sverige P17                        | 2012           | 9       | 3      | 0      |
| Sverige P18                        | 2013           | 5       | 0      | 1      |
| Sverige P19                        | 2013           | 3       | 0      | 0      |
| Sverige P19                        | 2014           | 7       | 0      | 1      |
| Sverige U21                        | 2014           | 1       | 0      | 0      |
| Sverige U21                        | 2015           | 4       | 1      | 0      |
| Totalt                             | Totalt         | 29      | 4      | 2      |
| Sverige                            | 2018           | 1       | 0      | 0      |
| Sverige                            | 2022           | 9       | 0      | 0      |
| Sverige                            | 2023           | 3       | 0      | 1      |
| Sverige                            | 2024           | 1       | 0      | 0      |
| Sverige                            | Totalt         | 14      | 0      | 1      |
| Hela karriären                     | Hela karriären | 43      | 4      | 3      |
| Senast uppdaterad 6 november 2024. |                |         |        |        |